# Carex schwackeana
Carex schwackeana är en halvgräsart som beskrevs av Johann Otto Boeckeler. Carex schwackeana ingår i släktet starrar, och familjen halvgräs. Inga underarter finns listade i Catalogue of Life.